# جون هارتفورد
جون هارتفورد (بالإنجليزية: John Hartford) هو عازف قيثارة ومغني ومغن مؤلف وموسيقي أمريكي، ولد في 30 ديسمبر 1937 في نيويورك في الولايات المتحدة، وتوفي في 4 يونيو 2001 في ناشفيل في الولايات المتحدة بسبب لمفوما.

## وصلات خارجية
- الموقع الرسمي
- جون هارتفورد على موقع IMDb (الإنجليزية)
- جون هارتفورد على موقع ميوزك برينز (الإنجليزية)
- جون هارتفورد على موقع أول ميوزيك (الإنجليزية)
- جون هارتفورد على موقع ديسكوغز (الإنجليزية)
- جون هارتفورد على موقع قاعدة بيانات الفيلم (الإنجليزية)